# Jean-Baptiste-Antoine-Aimé Sanson de Pongerville

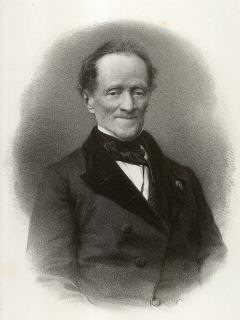
Jean-Baptiste-Antoine-Aimé Sanson de Pongerville

Jean-Baptiste-Antoine-Aimé Sanson de Pongerville (* 3. März 1782 in Abbeville; † 22. Januar 1870 in Paris) war ein französischer Dichter, Übersetzer und Mitglied der Académie française.

## Leben
Jean-Baptiste Sanson de Pongerville (auch: Samson de Pongerville) wurde von seinem Vater, der sich als Jurist vor der Revolution aufs Land zurückgezogen hatte, persönlich erzogen und geschult und war bereits im Alter von 17 Jahren fähig, sich an die Übersetzung in Versen der De rerum natura des Lukrez zu machen, für die nur die nicht mehr zeitgemäßen Übersetzungen von Joseph Lagrange (1738–1775) von 1768 und Antoine Le Blanc de Guillet von 1788 vorlagen. In mehr als zwanzig Jahren reifte Pongervilles Übersetzung heran, wurde zwischenzeitig von Raynouard günstig beurteilt und erschien 1823 mit Widmung an König Ludwig XVIII. Als er 1827 noch eine Prosaübersetzung des Ovid nachschob und 1829 den ersten Teil einer Prosaübersetzung des Lukrez vorlegte, welche diejenigen von Michel de Marolles (1650) und Jacques Parrain Des Coutures (1685) ablöste, wählte ihn die Académie française 1830 auf ihren Sitz Nr. 31.
Pongerville trat noch mit Prosaübersetzungen von Milton (1838) und Vergil (1843) hervor. Inzwischen war er 28 Jahre lang Bürgermeister gewesen: 1807–1828 von Neuilly-l’Hôpital (bei Abbeville) und 1832–1839 von Nanterre. 1846 wurde er in die Leitung der Bibliothek Sainte-Geneviève berufen, 1851 in die der Bibliothèque nationale. 1860 wurde er noch mit 78 Jahren in das Départementsparlament des Département Seine gewählt. Er starb 1870 im Alter von 87 Jahren und wurde in Nanterre beigesetzt. In Abbeville und Nanterre sind Straßen nach ihm benannt.

## Werke (Auswahl)

### Übersetzer
- Lukrez: De la Nature des choses. 2 Bde. 1823, 1828, 1866. (Versübersetzung)
- Ovid: Amours mythologiques. 1827. (aus den Metamorphosen)
- Lukrez: De la Nature des choses. 2 Bde. 1829–1832. (Prosaübersetzung)
- Milton: Le Paradis perdu. 1838, 1847, 1858. (zweisprachige Ausgabe)
- Vergil: L’Énéide. 1843, 1850.
- Catull: Poésies. 1860

### Herausgeber
- (Hrsg.) Oeuvres de Millevoye. 2 Bde. 1833. Charles Hubert Millevoye
- (Hrsg.) Joseph Agoub (1795–1832): Mélanges de littérature orientale et française. Paris 1835.
- (Hrsg.) Œuvres complètes de Millevoye. 2 Bde. 1837–1838.
- (Hrsg.) Poésies de Millevoye. 1843, 1851, 1865.

### Autor
- La mythologie publiée par les auteurs de la bibliothèque d’éducation. 1re série. 1re année, L’enfance. Paris 1834. (Jugendbuch)